# Roland Chojnacki
Roland Jacek Chojnacki – polski dyplomata i menedżer kultury. 

## Życiorys
Roland Chojnacki ukończył VI Liceum Ogólnokształcące w Bydgoszczy (1989), a następnie studia w zakresie rumunistyki na Wydziale Neofilologii Uniwersytetu im. Adama Mickiewicza w Poznaniu. Uzyskał także tytuł Master of Arts w zakresie komparatystyki na University College London.
W 2001 rozpoczął pracę w Ministerstwie Spraw Zagranicznych. W tym samym roku powierzono mu zadanie otwarcia Instytutu Polskiego w Bukareszcie, którym następnie kierował do października 2006. Od 2006 do 2008 był dyrektorem Instytutu Polskiego w Budapeszcie, zaś od 2008 do 2013 Instytutem Kultury Polskiej w Londynie. Po powrocie pracował w Departamencie Dyplomacji Publicznej i Kulturalnej MSZ. We wrześniu 2015 objął kierownictwo Instytutu Polskiego w Nowym Delhi. Funkcję zakończył w 2016. Następnie pracował w Ambasadzie RP w Addis Abebie. Od kwietnia 2024 dyrektor Departamentu Dyplomacji Publicznej i Kulturalnej MSZ.

## Odznaczenia
- Wielki Oficer Order Zasługi Kulturalnej(inne języki) (Kategoria F – Promocja Kultury) – Rumunia; 2004[10]